# Herpesvirus porcino 1
El herpesvirus porcino 1 (PHV-1) es el virus causante de la enfermedad de Aujeszky (o pseudorrabia). Su nombre se debe al descubridor de la enfermedad que causa: Aladár Aujeszky.
La enfermedad de Aujeszky, en los EE. UU. llamada pseudorrabia, es una enfermedad viral en cerdos que ha sido endémica en la mayoría de las partes del mundo.Es causada por el Suid herpesvirus 1 (SuHV1). La enfermedad de Aujeszky se considera que es la enfermedad viral económicamente más importante de la especie porcina en las zonas donde el cólera porcino ha sido erradicado. Otros mamíferos, como los humanos, vacas, ovejas, cabras, gatos, perros y mapaches, también son susceptibles. La enfermedad suele ser mortal en estas especies de animales a excepción de los humanos.
El término "seudorrabia" se encontró inapropiado por muchas personas, ya que el SuHV1 es un herpesvirus y no está relacionado con el virus de la rabia.
La investigación sobre el SuHV1 en cerdos ha sido pionera en el control de enfermedades de los animales con vacunas genéticamente modificadas. El SuHV1 ahora se utiliza en estudios de modelos de procesos básicos durante la infección por herpesvirus lítica, y por desentrañar los mecanismos moleculares del herpesvirus de neurotropismo.
Pertenece al género Varicellovirus de la subfamilia Alphaherpesvirinae de la familia Herpesviridae.

## Historia
En 1902, un veterinario húngaro, Aladár Aujeszky, demostró un nuevo agente infeccioso en un perro, un buey, y un gato, y mostró que causó la misma enfermedad en los cerdos y conejos. En las décadas siguientes se encontró la infección en varios países europeos, sobre todo en el ganado, donde el prurito intenso local es un síntoma característico. Y en los EE. UU. una enfermedad bien conocida en el ganado llamada "comezón loca" se concluyó que era, de hecho, la enfermedad de Aujeszky.

## Descripción de la enfermedad

Cerdos salvajes seropositivos para Pseudorrabia en los Estados Unidos
Presente, Ausente

El virus se elimina en la saliva y las secreciones nasales de cerdos infectados por vía respiratoria. También puede ocurrir aerosolización del virus y la transmisión por fómites. El virus puede sobrevivir potencialmente durante siete horas en aire húmedo, y puede sobrevivir en el agua de pozo hasta siete horas, en el césped verde, el suelo y las heces durante un máximo de dos días, en los alimentos contaminados por hasta tres días, y en lecho de paja por un máximo de cuatro días.
El diagnóstico se realiza principalmente por el aislamiento del virus en cultivos de tejidos, o por medio de pruebas ELISA o de PCR. Las vacunas están disponibles para los cerdos (códigos ATCvet: QI09AA01 inactivada, QI09AD01 en vivo, además de varias combinaciones). La infección ha sido erradicada en varios países europeos y en Estados Unidos, donde se declaró la población porcina doméstica en 2004 libre de la enfermedad de Aujeszky. A este punto la infección sigue estando en las poblaciones de cerdos salvajes.

## Características del virión
El virión es un herpesvirus típico. Su diámetro medio es 180 nm.
Tiene cápsida icosaédrica de 100 nm de diámetro, que engloba al genoma, y una envoltura proteolipídica que, a su vez, engloba a la cápsida.
En la envoltura se encuentran unas glucoproteínas útiles para detectar el virus y para la producción de vacunas. Se clasifican así:
- Esenciales —sin ellas, no se replica—: gB, gD, gH, gK y gL.
- No esenciales: gC, gE, gG, gI y gM.

Su genoma se compone de ADN bicatenario lineal de 135 kpb. Contiene una fracción invertida dentro del fragmento UL, su secuencia única (no repetida).
Su genoma puede permanecer unido a las histonas de la célula hospedadora, sin llegar a integrarse en el genoma de esta. Ello le permite permanecer en el hospedador —en estado de latencia— una vez curado hasta que, por estrés, comienza otra vez la replicación del virus y vuelve a sufrir la enfermedad.

## Cultivo
Se replica bien en cultivos de células renales y testiculares porcinas y ovinas.

## Resistencia
Es sensible al éter, la acetona, el etanol y a otros solventes orgánicos. El calor lo puede destruir (se inactiva a 60 °C en 60 minutos). La gama de pH que resiste bien va de 5 a 9; se inactiva a pH muy alcalino o muy ácido.
Permanece varios meses en el estiércol.

## Hospedadores
Su principal hospedador es el cerdo, aunque también puede afectar de forma natural a otras especies: ovina, bovina, caprina, canina y felina. Experimentalmente, se ha conseguido infectar al ratón y al conejo.

## Signos clínicos
La infección respiratoria suele ser asintomática en los cerdos de más de 2 meses de edad, pero puede causar aborto, la alta mortalidad en lechones y tos, estornudos, fiebre, estreñimiento, depresión, convulsiones, ataxia, y el exceso de salivación en lechones y cerdos maduros. La mortalidad en lechones de menos de un mes de edad es cercana al 100%, pero es menos de 10% en cerdos de entre uno y seis meses de edad. Las cerdas embarazadas pueden reabsorber sus camadas o entregar lechones momificados, nacidos muertos o debilitados. En el ganado (véase la sección siguiente), los síntomas incluyen picazón intensa seguida de signos neurológicos y la muerte. En los perros, los síntomas incluyen picazón intensa, parálisis faríngea y de la mandíbula, aullidos, y la muerte. Cualquier huésped secundario infectado generalmente sólo vive de dos a tres días.
La infección genital parece haber sido común en gran parte del siglo XX en muchos países europeos en los rebaños de cerdos, donde se utilizaron los verracos de los centros de jabalí para el servicio natural de cerdas o cerdas jóvenes. Esta manifestación de la enfermedad ha sido siempre asintomática en los cerdos afectados, y la presencia de la infección en una granja era detectada solo por los casos en los bovinos que manifestaban prurito en los cuartos traseros (infección vaginal, ver más abajo).
En los animales sensibles distintos de los cerdos, la infección suele ser mortal, y los animales afectados con mayor frecuencia muestran prurito intenso en un área de la piel. El prurito en la enfermedad de Aujeszky se considerará una sensación fantasma, y el virus nunca se ha encontrado en el sitio de prurito.

## Especies
Las poblaciones de jabalíes o cerdos salvajes (Sus scrofa), en los EE. UU. comúnmente contraen y propagan el virus a través de su gama. La mortalidad es más alta en los lechones jóvenes. Las cerdas embarazadas a menudo abortan cuando se infectan. Los machos adultos de otra manera sanos (tableros) suelen ser portadores latentes, es decir, que albergan y transmiten el virus sin mostrar síntomas o que sufren discapacidad.
La porcina (tanto doméstica como salvaje) son reservorios habituales para este virus, aunque sí afecta a otras especies. La enfermedad de Aujeszky ha sido reportada en otros mamíferos, incluyendo osos pardos y osos negros, panteras de Florida, mapaches, coyotes y venados cola blanca. En la mayoría de los casos, el contacto con cerdos o productos del cerdo era bien conocido o sospechado. Los brotes en el pelaje de las especies de granja en Europa (visones y zorros) se han asociado con la alimentación de productos de cerdo contaminados. Los humanos no son huéspedes potenciales.
Se ha encontrado ganado infectado ya sea por el aparato respiratorio o la vía vaginal (casos iatrogénicos ignorados). La infección primaria de las membranas mucosas del tracto respiratorio superior se asocia con prurito cabeza, mientras que los resultados de infección pulmonar con en el prurito pecho. La infección vaginal de bovinos, que muestran regularmente el prurito de los cuartos traseros, se ha encontrado que se asocia con una infección genital concurrente en los cerdos en las mismas instalaciones, y las investigaciones han evidenciado que la infección vaginal del ganado ha sido transmitida sexualmente de hombres con genitales infectados a las cerdas (es decir sodomía animal, zoofilia, bestialismo)[cita requerida]. La infección genital en piaras ha estado estrechamente relacionada con el uso de los verracos de los centros de jabalíes para el servicio natural de las cerdas.

## Cuadro clínico
Los cerdos generalmente son asintomáticos, pero el virus puede causar abortos, tos, estornudos, fiebre, estreñimiento, depresión, ataxia y ptialismo en lechones y cerdos adultos. La mortalidad en lechones de menos de un mes es cercana al 100%, pero en cerdos de uno a seis meses es inferior al 10%.
En ganado bovino provoca escozor intenso seguido de síntomas nerviosos y muerte. En perros los síntomas incluyen además del escozor, parálisis faríngea y de la mandíbula, y muerte. En gatos la enfermedad es tan letal que no suele dar tiempo a la aparición de síntomas.

## Transmisión
La enfermedad de Aujeszky es altamente contagiosa. La infección es considerada comúnmente ser transmitida entre los cerdos a través del contacto de nariz a nariz, porque el virus está sobre todo presente en la nariz y las áreas orales. Esta noción, sin embargo, está en contradicción con los resultados de estudios epidemiológicos, según la cual la propagación decisiva dentro de los rebaños se produce por corrientes de aire durante muchos metros. En consecuencia, el riesgo de transmisión aéreo de cepas altamente virulentas del virus de rebaños con infección aguda a otras piaras se ha comprobado que es muy alto. La infección se ha encontrado transmitida a través de distancias de muchos kilómetros.
De lo contrario, la infección se transmite más a menudo en manadas por introducción de cerdos infectados de forma aguda o latente.
En cuanto a la transmisión al ganado, véase la sección anterior.

## Prevención
Aunque un tratamiento no específico para la infección aguda con SuHV1 está disponible, la vacunación puede aliviar los síntomas clínicos en los cerdos de ciertas edades. Por lo general, se recomienda la vacunación masiva de todos los cerdos de la granja con una vacuna de virus vivo modificado. La vacunación intranasal de cerdas y lechones neonatales del primer al séptimo día de edad, seguido por vía intramuscular (VI) de la vacunación de todos los demás cerdos en las instalaciones, ayuda a reducir la excreción del virus y mejorar la supervivencia. El virus vivo modificado se replica en el sitio de inyección y en los ganglios linfáticos regionales. La vacuna contra el virus se elimina en estos niveles tan bajos, la transmisión mucosa a otros animales es mínima. En las vacunas génicas de borrado, el gen de la timidina quinasa también ha sido eliminado; Por lo tanto, el virus no puede infectar y replicarse en las neuronas. Se recomienda que los rebaños de crías sean vacunados trimestralmente y los cerdos de acabado deben ser vacunados después de que los niveles de anticuerpos maternos disminuyan. La vacunación regular resulta en un excelente control de la enfermedad. Se recomienda la terapia antibiótica concurrente a través de la alimentación y la inyección intramuscular para el control de patógenos bacterianos secundarios.

## Aplicaciones en Neurociencia
El virus SuHV1 se puede utilizar para analizar los circuitos neuronales en el sistema nervioso central (SNC). Para este propósito la atenuada (menos virulenta) cepa Bartha SuHV1 se usa comúnmente y se emplea como un trazador transneuronal retrógrada y anterógrada. En la dirección retrógrada, el SuHV1-Bartha se transporta a un cuerpo de la célula neuronal a través de su axón, donde se replica y se dispersa por todo el citoplasma y el árbol dendrítico. El SuHV1-Bartha liberado en la sinapsis es capaz de atravesar la sinapsis para infectar las terminales de los axones de neuronas conectadas sinápticamente, propagando de este modo el virus; sin embargo, la medida en que también se puede producir el transporte transneuronal no sináptica es incierta. Utilizando estudios temporales y / o cepas genéticamente modificadas de SuHV1-Bartha, la segunda, tercera, y más órdenes de las neuronas se pueden identificar en la red neural de interés.